# 約翰·艾佛雷特·米萊
第一代從男爵約翰·艾佛雷特·米萊 PRA（ 英國 /ˈmɪleɪ/ MIL-ay，1829年6月8日—1896年8月13日），英國畫家與插圖畫家，也是前拉斐爾派的創始人之一。

## 生涯和作品

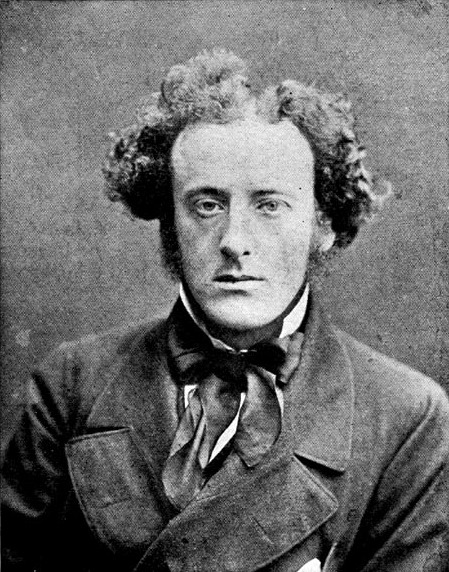
米萊，攝於約1854年

### 早年
米萊生於英國南安普敦一個以澤西島為根基的顯要家庭。他驚人的畫家天份使他在11歲時便進入皇家藝術研究院就讀，成為學院有史以來最年輕的學生。在那裡，他認識了威廉·霍爾曼·亨特和但丁·加百利·羅塞蒂，他們三人在1848年一起成立了前拉斐爾派。

### 前拉斐爾派作品

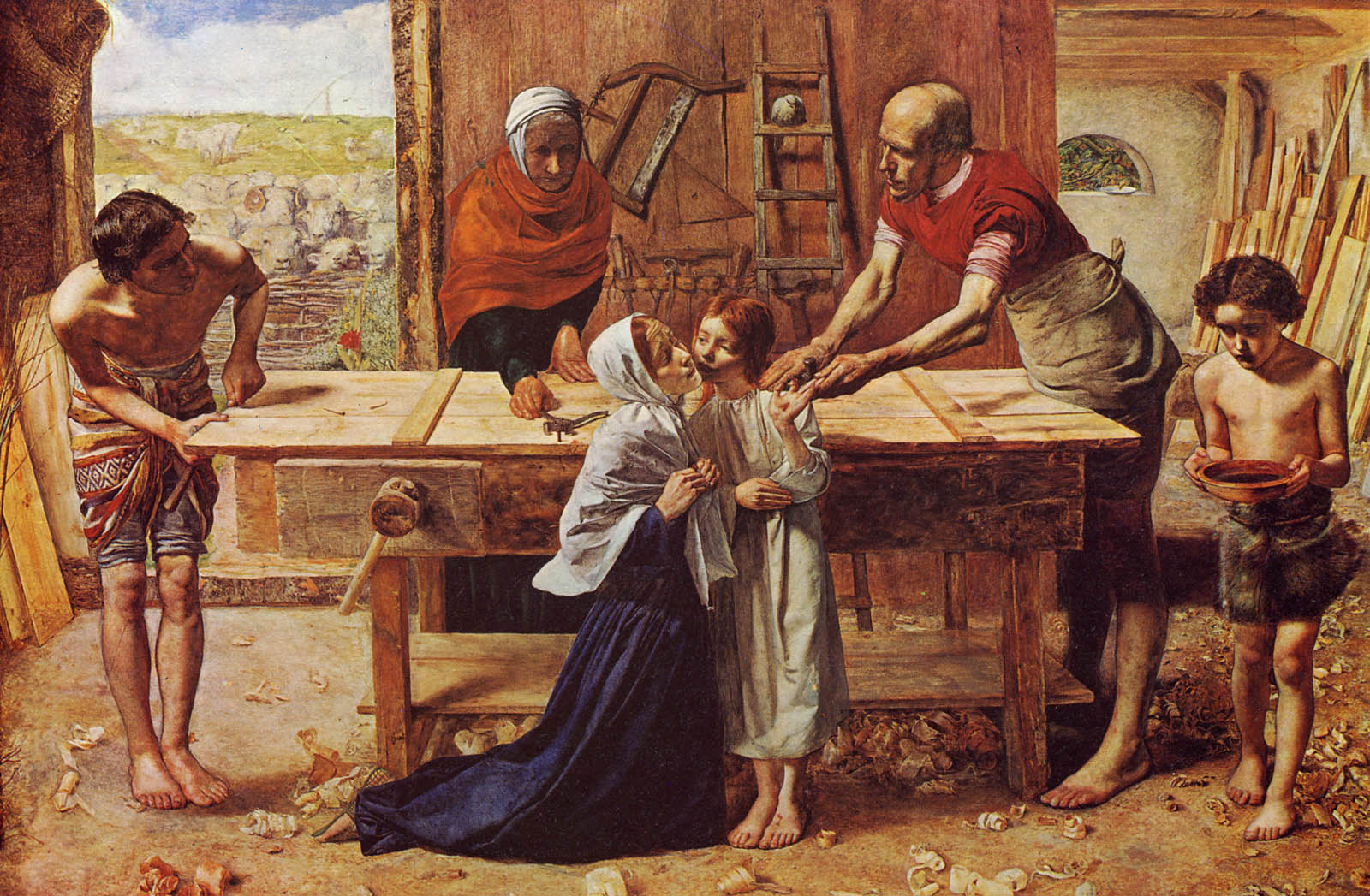
《基督在父母家中》，1850年。

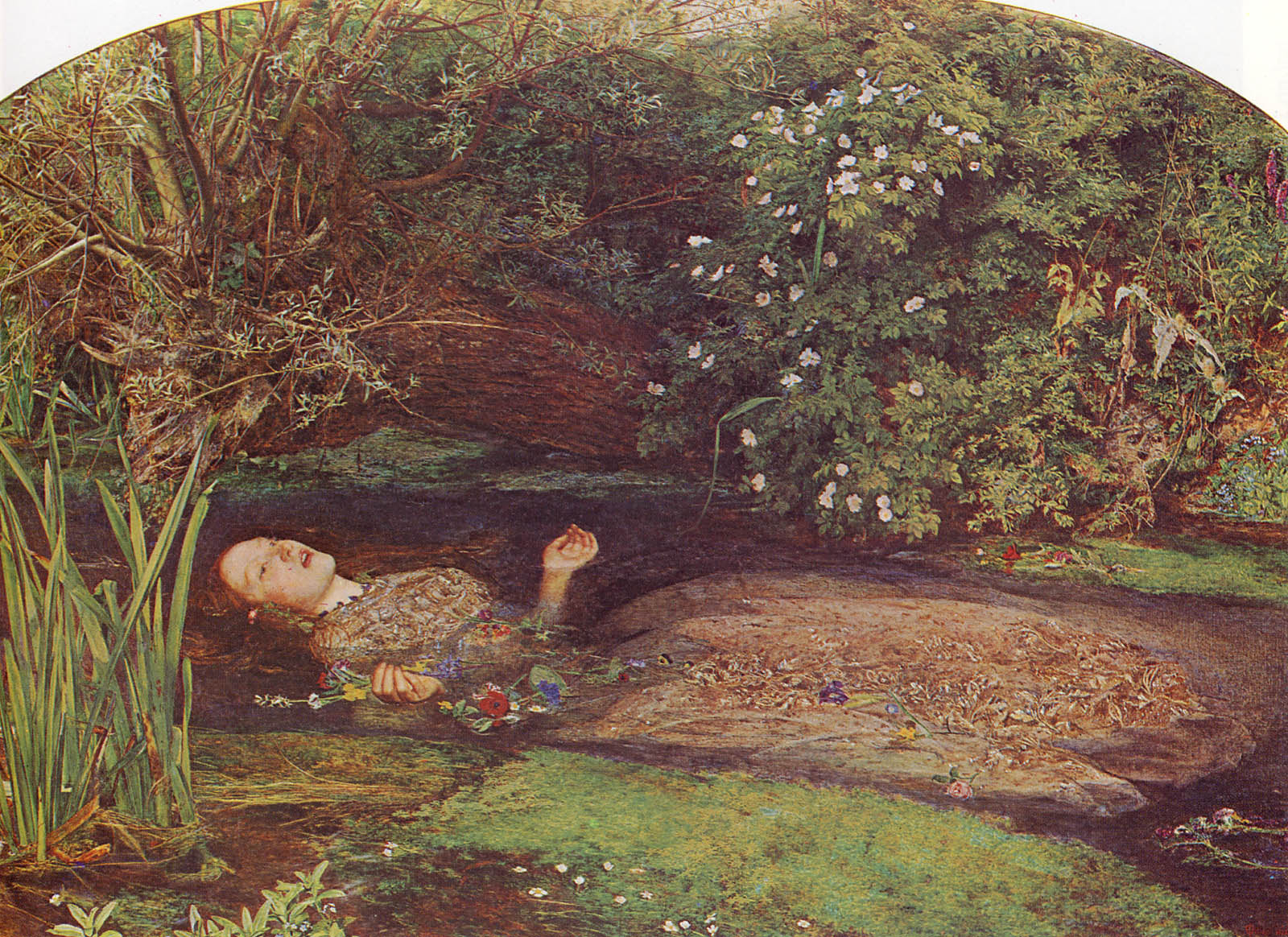
歐菲莉亞，1852年，描繪《哈姆雷特》裡歐菲莉亞溺死的場景。

米萊的《基督在父母家中》（Christ in the House of his Parents, 1850）引起了極大的爭議，因為他描繪出聖家庭一家人在滿地木屑的雜亂木匠房裡工作，後來的作品也引起相當爭議。他的《一個胡格諾教徒》（A Huguenot, 1852）受到大眾普遍歡迎，描繪一對情侶因為信仰的衝突而分手時的場景。他在後來許多作品中也描繪了類似的題材。
這些早期的作品都非常專注於描繪畫中的細節上，通常集中在描繪出美感以及大自然的複雜性。在《歐菲莉亞》（Ophelia ,1852）中，根基於所整合的自然元素，米萊創造出密集而精心設計的畫面。這種方法被人稱為“生態繪畫法”（pictorial eco-system）。
評論家約翰·拉斯金支持米萊的這種繪畫風格，拉斯金也是前拉斐爾派的主要擁護者。米萊與拉斯金間的友誼使米萊認識了拉斯金的妻子艾菲·格蕾，他們見面後不久，埃菲替米萊做模特兒，畫出了《The Order of Release》，接著他們兩人墜入愛河。儘管埃菲已嫁給拉斯金多年，但她竟還是處女之身（據傳聞拉斯金是個戀童癖者），她的父母了解到事情出了問題，於是她提起了離婚訴訟。這段三角關係在維多利亞時期大為出名，甚至還編成了戲劇和歌劇。1856年正式離婚後，埃菲便和米萊結婚，她替米萊生下了8個孩子。

### 後期作品

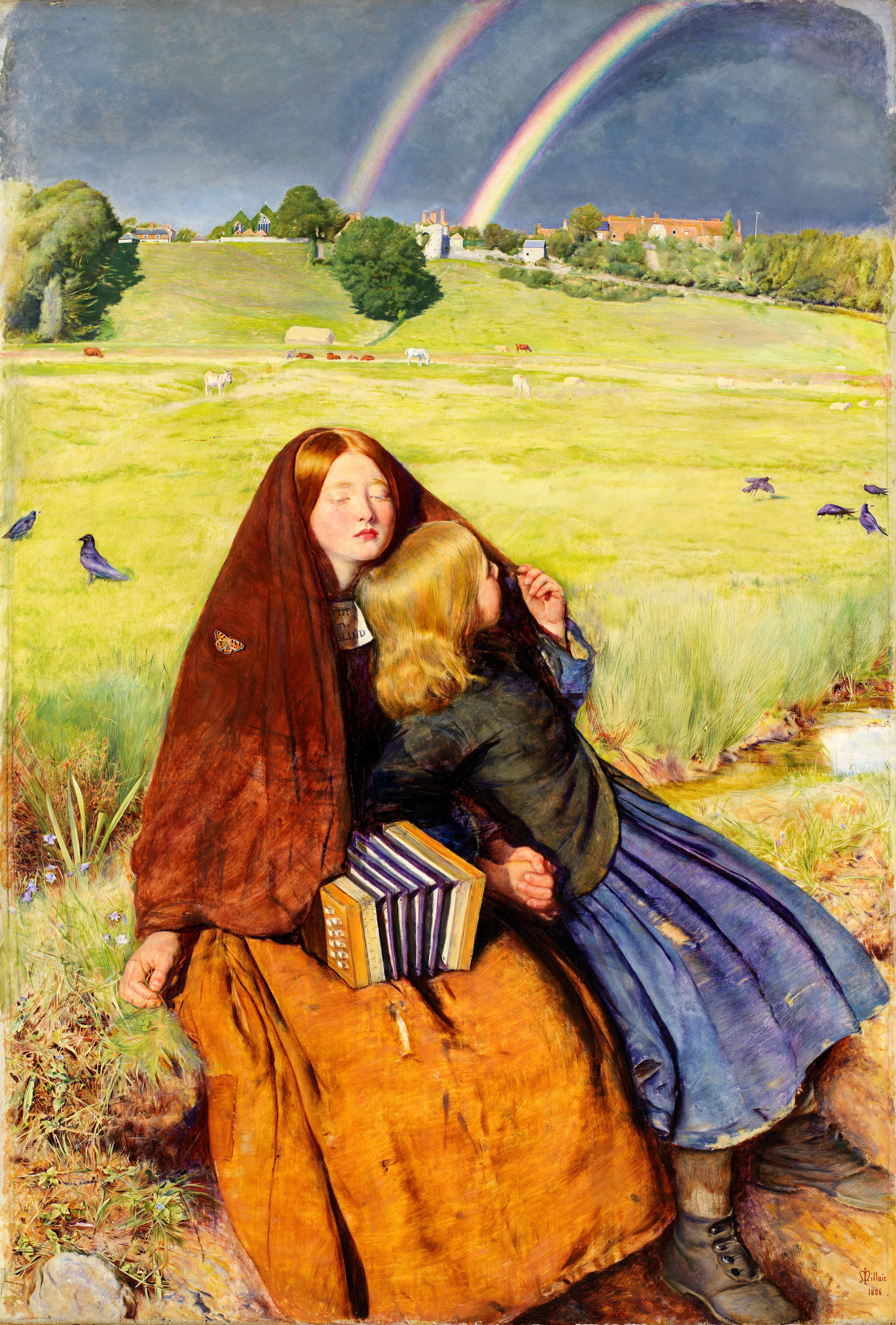
《眼盲的女孩》（The Blind Girl），1856年

在米萊結婚後，米萊的作畫風格變的更為開闊，拉斯金對此譴責為“一場大災難”。有人主張米萊風格的改變是因為他需要增加畫作的產量，以支撐越來越多小孩誕生的家庭。無情的批評例如威廉·莫里斯指責他是在“販賣”畫作以增加普及度和財富。相較之下欣賞他的人則指出了他對於詹姆斯·惠斯勒和印象派的影響。米萊自己則認為這是因為他身為畫家的自信心逐漸增加，所以他能更大膽的作畫。在他的文章Thoughts on our art of Today（1888）中，他建議所有畫家應該以迪亞哥·委拉斯蓋茲和伦勃朗作為標榜。
詹姆斯·惠斯勒的一些作品，例如The Eve of St. Agnes 和The Somnambulist可以清楚看出米萊的影響，米萊也非常支持他的作品。其他1860年代的畫作則可以被視為唯美主義運動的一部分。從1870年開始米萊的作品顯示出他對伦勃朗的推崇，顯著的作品如西北方通道（The North West Passage, 1874）和Boyhood of Raleigh(1871)，這些畫作顯示了米萊對於英國的擴張和探索世界的興趣。他最後一項計畫，打算描繪一幅白人探險家死在非洲大草原上、而旁邊則有兩名非洲人冷淡圍觀著的畫。當時他對這種荒野地帶的興趣也可以在他同時期的畫作裡看出，通常描繪一些危險而艱難的地帶。1870年的寒冷的十月（Chill October）是第一幅這類型的畫，是在他妻子少女時期的老家—蘇格蘭的伯斯畫成的。之後的畫則在伯斯郡的其他地方畫成，在接近邓凯尔德的地方，米萊於每年秋天在那裡租下一間房子以打獵和釣魚。米萊所繪的兒童畫也獲得普遍歡迎，尤其是1886年的Bubbles—相當知名的、也可以說是聲名狼藉的被用作於洋梨樹和櫻桃樹肥皂的廣告。

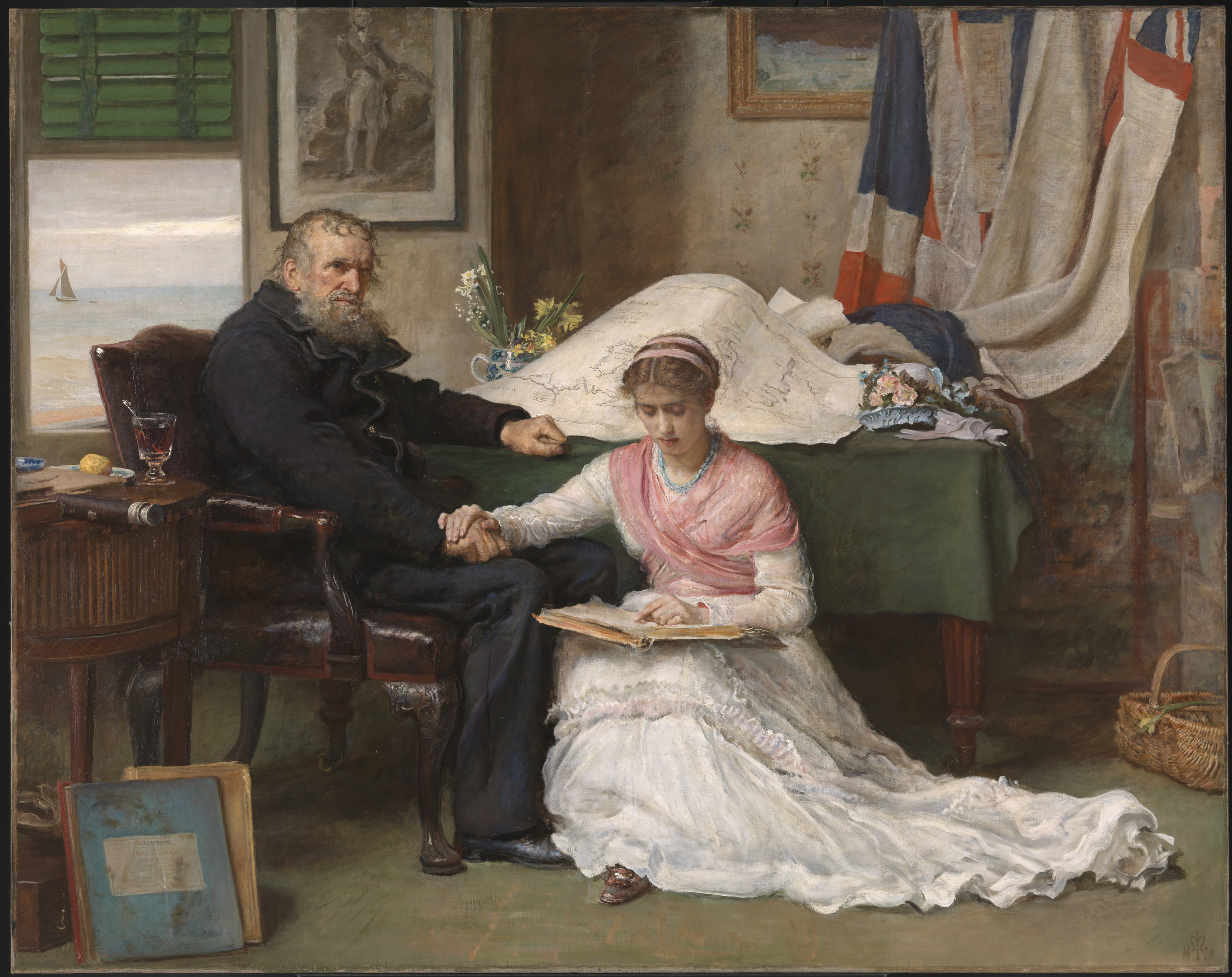
《西北方通道》（The North-West Passage, 1874）

### 插圖
米萊也是非常成功的書籍插圖畫家，尤其是他替安東尼·特洛普（Anthony Trollope）的書籍以及亞弗烈·但尼生的詩所繪的插圖。由他繪製插圖的基督寓言故事書在1864年出版，他的岳父僱人在伯斯的教堂以這些插圖來裝飾窗戶。他也替一些雜誌例如Good Words作插圖。在1869年他也被新發行的The Graphic週報雇用為插畫家。

### 學院經歷
米萊在1853年當選為皇家藝術研究院的準會員，並且很快又被選為正式的會員，在學院裡他相當的傑出而活躍。他在1885年被封為從男爵，成為第一個獲得世襲頭銜的畫家。在弗雷德里克·雷頓於1896年1月去世後，米萊當選了藝術研究院院長，但他也在同年8月由於喉嚨癌而去世。

## 外部連結
- 153 件作品，約翰·艾佛雷特·米萊，Art UK
- Millais, John Everett. . Lady Lever Art Gallery.   [2022-07-27]. （原始内容存档于2022-07-27）.
- National Museums Liverpool important Millais collection （页面存档备份，存于）
- Millais's Ophelia in focus on Tate Online （页面存档备份，存于）
- Tate Shots: Millais's Isabella （页面存档备份，存于）
- smARThistory: Christ in the House of His Parents and Ophelia （页面存档备份，存于） – Khan Academy
- Birmingham Museums & Art Gallery's Pre-Raphaelite Online Resource （页面存档备份，存于） includes almost 200 paintings on canvas and works on paper by Millais

| 前任： 弗雷德里克·雷頓 | 英國皇家藝術研究院院長 1896年2月—8月 | 繼任： 愛德華·波因特 |